# رئيس أوكرانيا
يعد الرئيس الأوكراني رأس الدولة الأوكرانية، ويمثل بلاده في المحافل الدولية، ويدير النشاط السياسي الخارجي للدولة، ويدير المفاوضات، ويبرم المعاهدات الدولية. يُنتخب الرئيس الأوكراني مباشرة من قبل مواطني أوكرانيا لفترة ولاية مدتها خمس سنوات (سواء كانت انتخابات مبكرة أم مجدولة) ولمدة أقصاها فترتين انتخابيتين متتاليتين.
يعد قصر مارينسكي، الواقع في منطقة بيشرسك بالعاصمة الأوكرانية، كييف، المقر الرسمي للرئيس الأواكراني. تشمل المقار الرسمية الأخرى كلًا من بيت هوروديسكي، وقصر أرشافسكي (المعروف باسم قصر الأرملة الباكية) الذي يستخدم لاستقبال الممثلين الأجانب. يؤدي مكتب رئيس أوكرانيا، المعروف بين العوام باسم «بانكوفا» (في إشارة للشارع الذي يقع فيه) مهام المكتب الرئاسي، ويقدم المشورة للرئيس في الشؤون المحلية والخارجية والقانونية.
منذ إنشاء المنصب بتاريخ 5 ديسمبر 1991 (مع استقلال أوكرانيا عن الاتحاد السوفيتي)، شغل منصب رئيس أوكرانيا ستة أشخاص. كان ليونيد كرافتشوك الرئيس الأول للبلاد، وبقي في هذا المنصب لمدة ثلاث سنوات من 1991 وحتى استقالته في عام 1994. أما الرئيس الثاني لأوكرانيا فهو ليونيد كوتشما الذي شغل منصب الرئيس لفترتين انتخابيتين متتاليتين. شغل كل من فيكتور يوشتشينكو وبترو وبروشنكو وفيكتور يانوكوفيتش منصب الرئيس الأوكراني لفترة انتخابية واحدة، مع استبدال الأخير بالرئيس بالوكالة، ألكساندر تورتشينوف، الذي شغل أيضًا منصب رئيس البرلمان الأوكراني بتاريخ 14 فبراير 2014. لم يرأس أوكرانيا بالوكالة إلا رئيس واحد فقط في التاريخ الحديث، وهو ألكساندر تورتشينوف. على عكس الولايات المتحدة الأمريكية التي يتلقى فيها الرئيس بالوكالة جميع سلطات وواجبات الرئاسة لحظة استلامه لمهامه، تعد سلطات الرئيس بالوكالة في أوكرانيا محدودة للغاية. في 18 يونيو 2015، عُزل يانوكوفيتش من منصب رئيس أوكرانيا بشكل رسمي. يعد النظام في أوكرانيا شبه رئاسي يكون فيه دور رئيس الدولة منفصل عن دور رئيس الحكومة، وبالتالي فإن الرئيس الأوكراني ليس رئيس حكومة البلاد. يشغل رئيس الوزراء منصب رئيس الحكومة، ويشغله حاليًا، منذ شهر مارس 2020، السياسي الأوكراني، دنيس أناتوليفيج شميكال.
الرئيس الحالي لأوكرانيا هو فولوديمير زيلينسكي، وأدى اليمين الدستورية رئيسًا للبلاد بتاريخ 20 مايو 2019.

## نظرة عامة
يشغل الرئيس الأوكراني منصب القائد العام للقوات المسلحة، ويرأس مجلس الأمن القومي والدفاع الأوكراني الذي يقدم المشورة للرئيس، وينسق السلطة التنفيذية في مجال الأمن القومي والدفاع ويتحكم بها. وفقًا للدستور الأوكراني، يعد رئيس البلاد ضامنًا لسيادة الدولة، ولعدم تجزئة أراضي البلاد، وللتقيد بالدستور الأواركراني وبحقوق وحريات الإنسان والمواطنين.
كما هو الحال في الأنظمة التي تعتمد مبدأ فصل السلطات، لدى الرئيس الأوكراني ضوابط على سلطة البرلمان وعلى النظام القضائي. على سبيل المثال، يمكن أن يستخدم الرئيس حق النقض ضد أي قانون يقره البرلمان. مع ذلك، يمكن للبرلمان تجاوز حق النقض الخاص بالرئيس من خلال تصويت أغلبية ثلثي الأصوات الدستورية. يتمتع الرئيس بسلطة محدودة لحل البرلمان الأوكراني، ويملك سلطة ترشيح أسماء لمنصبي وزير الخارجية ووزير الدفاع في مجلس الوزراء الأوكراني. يعين ستة من بين ثمانية عشر قاضيًا في المحكمة الدستورية من قبل رئيس البلاد. تخضع قرارات الرئيس للمراجعة من قبل المحاكم الأوكرانية، إذ تتمتع المحكمة الدستورية بالسلطة الوحيدة لإعلان عدم دستورية المراسيم الصادرة عن الرئيس. يتمتع الرئيس الأوكراني، خلال فترة وجوده في منصبه، بالحق في الحصانة.
كثيرًا ما يطلب المواطنون الأوكرانيون من رئيس بلادهم المساعدة في حل مشاكلهم الشخصية. تلقى الرئيس الأوكراني في عام 2012 حوالي 10 آلاف إلى 12 ألف رسالة شهريًا من مواطني بلاده. يعد تجاوز السلطات المحلية ممارسة قديمة في أوكرانيا.

## تاريخ

### قيادة مبكرة
قبل تشكيل الرئاسة الأوكرانية بشكلها الحديث، أُسس منصب رأس الدولة الأوكرانية بشكل رسمي من قبل أندريه ليفيتسكي في المنفى. في السنوات الأولى لإنشاء جمهورية أوكرانيا الشعبية، كان الزعيم الفعلي لأوكرانيا هو رئيس المجلس الأعلى الأوكراني، بينما كانت الأمانة العامة أعلى هيئة حاكمة في البلاد. مع إعلان آخر قانون رسمي لجمهورية أوكرانيا الشعبية بتاريخ 25 يناير 1918 أعلن المجلس المركزي الأوكراني استقلاله عن روسيا. بتاريخ 29 أبريل 1918، انتخب المجلس الأعلى الأوكراني ميخايلو هروشيفسكي أول رئيس للمجلس المركزي لجمهورية أوكرانيا الشعبية، وأصبح بذلك الرئيس الفعلي للجمهورية.
بتاريخ 29 أبريل 1918، أُلقي القبض على أعضاء المجلس المركزي وتمت تصفيتهم خلال انقلاب عسكري بدأته الإدارة الألمانية المحلية لتثبيت الهيتمان، بافلو سكوروبادسكي، الذي لم يكن يعلم من اللغة الأوكرانية إلا بضع كلمات، على رأس هرم السلطة الأوكرانية. في شهر نوفمبر من نفس السنة، أنشئت حكومة الإدارة لجمهورية أوكرانيا الشعبية كحركة معارضة لنظام سكوروبادسكي. أُعيد تأسيس جمهورية أوكرانيا الشعبية في شهر ديسمبر 1918، وشغل فولوديمير فينيتشينكو منصب رئيس الإدارة، وكان في الواقع «الرئيس» الثاني للجمهورية. بقي فينيتشينكو في منصبه من 19 ديسمبر 1918، وحتى 10 فبراير 1919. كانت الإدارة الهيئة الحاكمة المؤقتة لحين انتخاب الجمعية التأسيسية الأوكرانية لرئيسها الجديد. تولى سيمون بيتليورا تمثيل الدولة بعد استقالة فينيتشينكو في 11 فبراير 1919، وحتى اغتياله في باريس بتاريخ 25 مايو 1926.

### جدول زمني
1648-1764: هيتمان عائل زابوريزهزهيا.
1917-1918: رئيس المجلس المركزي الأوكراني.
1917-1990: الأمين العام للحزب الشيوعي الأوكراني.
1918-1919: الهيتمان.
1918-1948: رئيس إدارة الجمهورية الأوكرانية الشعبية (في المنفى منذ عام 1921).
1938-1990: رئيس هيئة مجلس السوفييت الأعلى (بحكم قانون رئيس الدولة).
1990-1991: رئيس مجلس السوفييت الأعلى.
1948-1991: رئيس (في المنفى).
منذ عام 1991: رئيس.

### في المنفى
بعد الهجوم السوفييتي في عام 1920 وحرب الاستقلال الأوكرانية والسيطرة على الأراضي الأوكرانية وضمها لجمهورية أوكرانيا الاشتراكية السوفييتية، نُفي رموز جمهورية أوكرانيا الشعبية بالقوة. مع اغتيال بيتليورا، نقلت مسؤولية السيطرة على شؤون الدولة إلى رئيس الوزراء السابق، أندريه ليفيتسكي، الذي وضع في عام 1948، أسس منصب رئيس الدولة. خدم ليفيتسكي في منصب أول رئيس في المنفى حتى شهر يناير 1954. خدم ستيبان فيتفيتيسكي بعد ليفيتسكي في نفس المنصب، من شهر يناير 1954، وحتى وفاته في 9 أكتوبر 1965. بعد وفاة فيتفيتيسكي، تولى إيفان بحرياني السلطة الرئاسية مؤقتًا إلى أن أدى الرئيس الثالث في المنفى ميكولا ليفيتسكي (نجل أول رئيس في المنفى) اليمين الدستورية. خدم ليفيتسكي في منصب الرئيس من عام 1967، حتى وفاته في شهر ديسمبر 1989.
كان ميكولا بلافيوك رابع وآخر رئيس لجمهورية أوكرانيا الشعبية في المنفى، وخدم من شهر ديسمبر عام 1989، وحتى استقالته في 22 أغسطس 1922، عندما سلم مراسيم الحكم الرئاسية للرئيس المنتخب ليونيد كرافتشوك خلال حفل تنصيبه. ذكر إعلان التنصيب أن الدولة الأوكرانية الحالية هي الخلف القانوني لسابقاتها وفقًا لتقاليد الدولة في جمهورية أوكرانيا الشعبية بما يرسخ استمرارية الجمهورية.
ادعى فيكتور يانوكوفيتش أنه الرئيس الشرعي لأوكرانيا مشيرًا إلى أحداث الثورة الأوكرانية لعام 2014 التي بلغت حد الانقلاب، وأن عملية العزل حينها لم تنفذ بالشكل المطلوب. بتاريخ 3 أكتوبر 2014، ادعى مسؤول أوكراني حصول فيكتور يانوكوفيتش وغيره من كبار المسؤولين الأوكرانيين السابقين على الجنسية الروسية من خلال «مرسوم سري» وقعه الرئيس الروسي، فلاديمير بوتين. في حال ثبتت صحة هذا الادعاء، يكون يانوكوفيتش قد تخلى عن مطالبته بالرئاسة، لأن القانون الأوكراني لا يسمح لرئيس البلاد بأن يحمل جنسية أخرى غير الجنسية الأوكرانية. مع ذلك، لا يزيل هذا الادعاء صفة الانقلاب السياسي على حركة تغيير الحكومة في مارس 2014.